# Piramide di Chefren
La Piramide di Chefren, IV sovrano della IV dinastia, era il cenotafio eretto dal sovrano stesso sulla piana di Giza durante l'Antico Regno e denominato "Wr Kafre" ossia "Grande è Kafre".

## Dati principali
- Altezza totale iniziale 143,6 metri.
- Altezza odierna 136,4 metri
- Base quadrata con lato 215,25 metri
- Angolo basale 53°10'
- Volume (arr.) 2.230.000 m³

## Caratteristiche esterne
La piramide di Chefren è la seconda come grandezza dopo la famosa piramide del padre Cheope. Nella metà inferiore presenta grandi blocchi grezzi ed irregolari disposti con scarsa precisione, mentre verso la sommità questi appaiono disposti in maniera più uniforme. Nel corso dei millenni vari movimenti sismici hanno provocato degli spostamenti di alcuni millimetri delle pietre.
La piramide appare più alta di quella di Cheope perché venne costruita su uno zoccolo di roccia alto circa 10 metri. La sua altezza apparirebbe ancora maggiore se non fosse priva di parte della cima e del pyramidion.

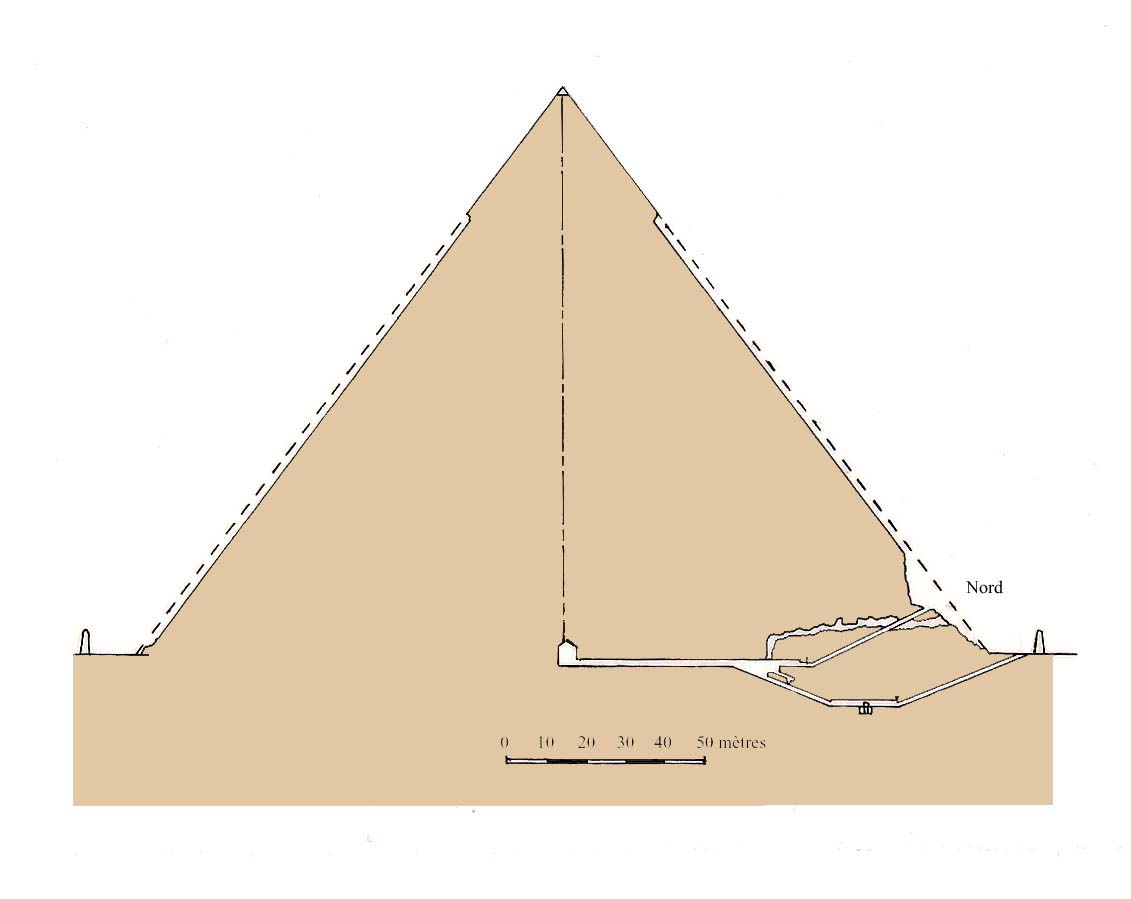
Sezione della piramide

Ha la particolarità di essere l'unica piramide che conserva sulla sommità una parte della copertura in calcare bianco di Tura che originariamente ricopriva l'intera struttura. La base è rivestita di "pietra etiopica variegata" (così come la definisce Erodoto) ovvero granito rosso e grigio di Assuan.
Presenta due ingressi dovuti ad un cambiamento del progetto iniziale: uno a circa 11,54 metri di altezza, l'altro a livello del suolo, che è quello attualmente usato per le visite.

## Caratteristiche interne
Varcata la soglia si presenta una discenderia lunga circa 32 metri che conduce ad un corridoio orizzontale terminante nella camera funeraria rimasta incompiuta.
Questa misura 14,15 metri per cinque, è unica, scavata nella pietra, con il soffitto a due spioventi formato da 17 coppie di travi in pietra calcarea e situata sotto il livello del cortile.
L'unico arredo funerario ritrovato è il sarcofago di granito rosso seppellito "a fior di terra", completamente privo di iscrizioni e spezzato. Vicino vi erano delle ossa di bovino.
Dalla camera, una galleria in salita porta a due appartamenti con un corridoio orizzontale collegato al primo e dovuto sicuramente ad un cambiamento di progetto in corso d'opera.
Vi è inoltre una grande camera forse destinata a magazzino o alla raccolta di offerte funebri oppure come serdab.

## Tempio funerario
Il tempio funerario di Chefren era l'edificio del complesso funerario adibito al culto del sovrano e situato sull'altopiano di Giza ad oriente della propria piramide ma senza esservi collegato.

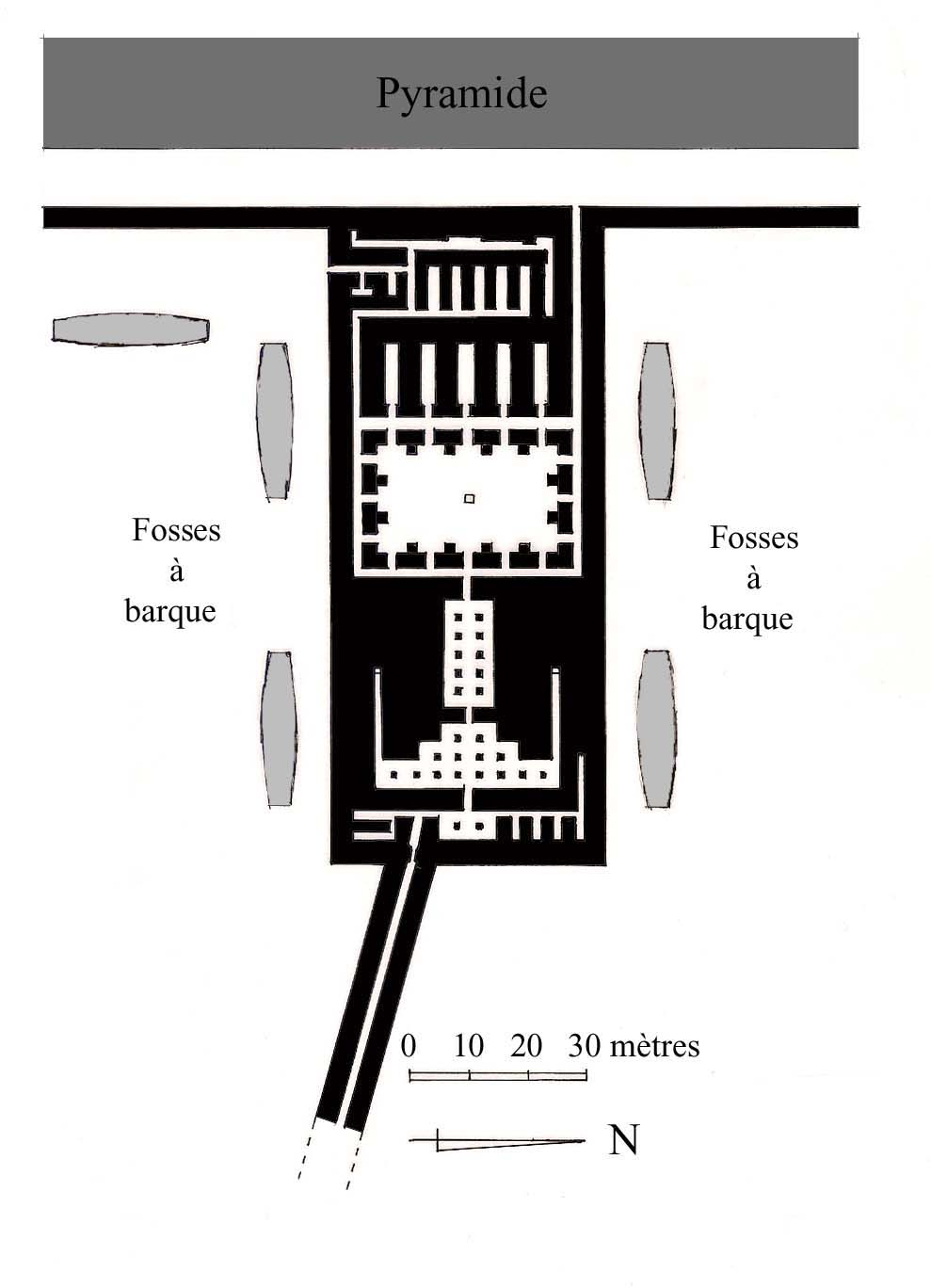
Pianta del tempio funerario di Chefren

Tutto il complesso funerario del sovrano fu riportato alla luce dal 1909 con l'architetto Uvo Holscher della spedizione tedesca di Ernst Von Sieglin al 1932 con Selim Hassan del Servizio Antichità Egizie anche se in realtà Auguste Mariette aveva già individuato il tempio a valle attribuendolo erroneamente al complesso della Sfinge.
Del tempio funerario non restano che imponenti rovine tra le quali, a conferma, spicca un concio di oltre 400 tonnellate.
Ma le sue dimensioni erano maggiori di quelle del vicino tempio funerario di Cheope e si presentava in origine con un corpo unico, massiccio, dalla facciata lunga più di 100 metri, un vestibolo con 14 colonne, varie sale ad uso rituale con piedritti, magazzini, due atri ortogonali, corridoi e cortile rettangolare con porticato.
Il tempio presenta, dopo la seconda sala ipostila, la "sala delle nicchie" che accoglieva le cinque statue del sovrano e dedicate al culto terreno della titolatura reale completa.
Le pareti delle sale erano rivestite di calcare e granito rosa di Assuan mentre il pavimento era in alabastro.
L'edificio era collegato tramite una rampa processionale discendente lunga quasi 500 metri, coperta e decorata a colori, al tempio a valle del sovrano e alla Sfinge mentre all'esterno, a nord ed a sud, vi erano le fosse per accogliere le barche solari.

### Galleria d'immagini

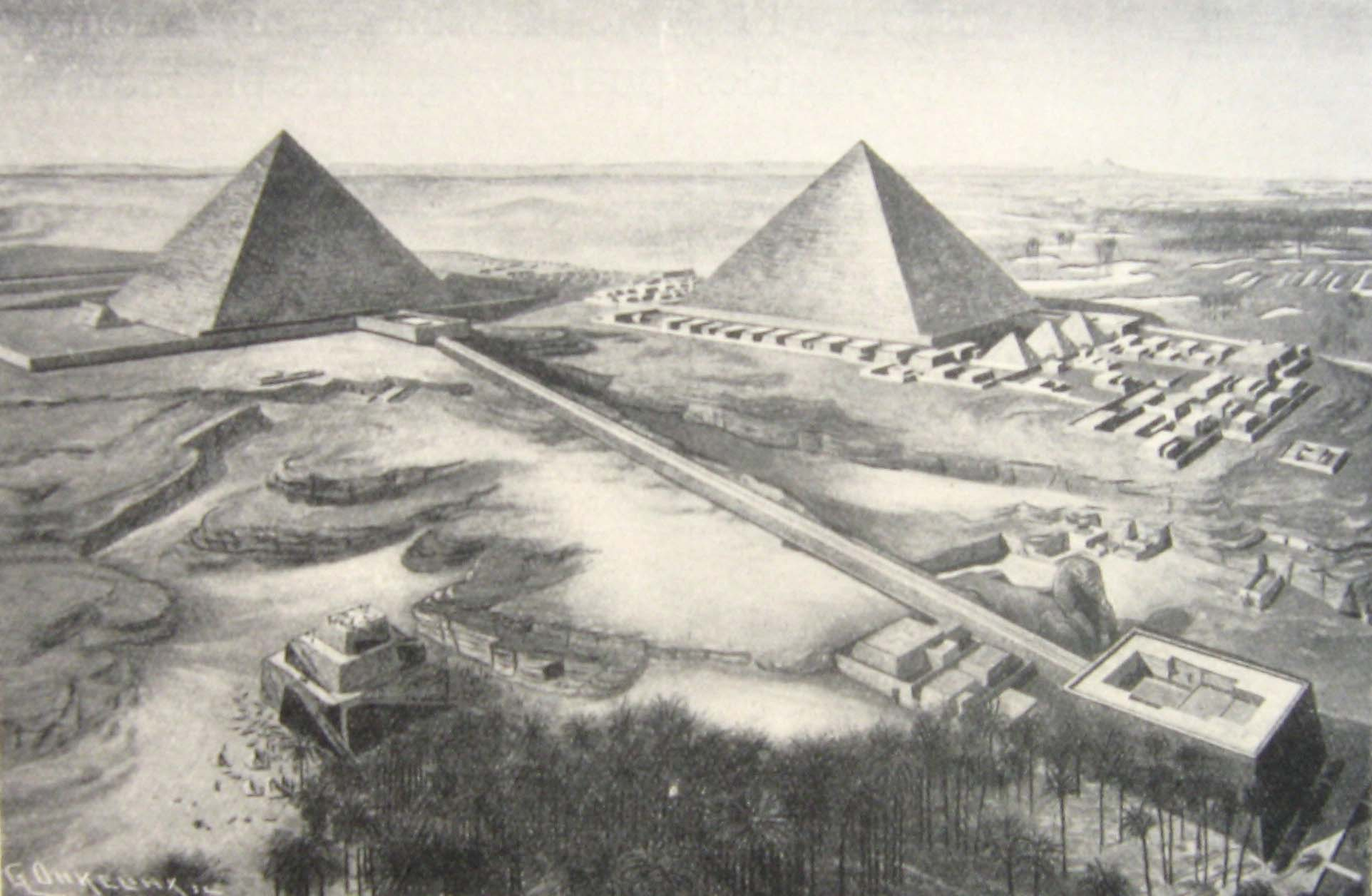
Ricostruzione del complesso funerario di Chefren
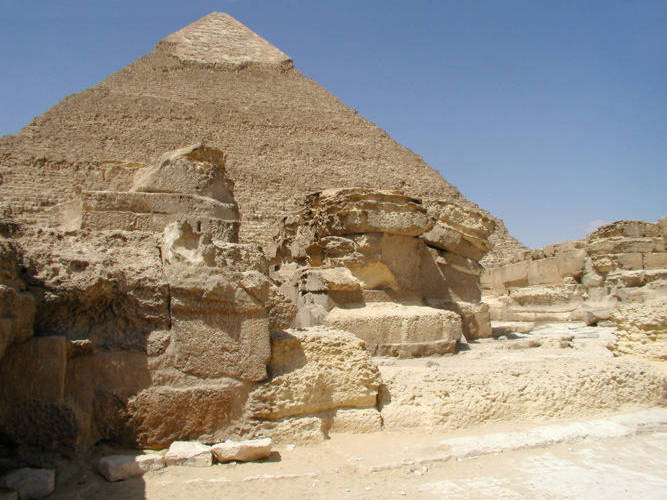
Resti del tempio funerario di Chefren
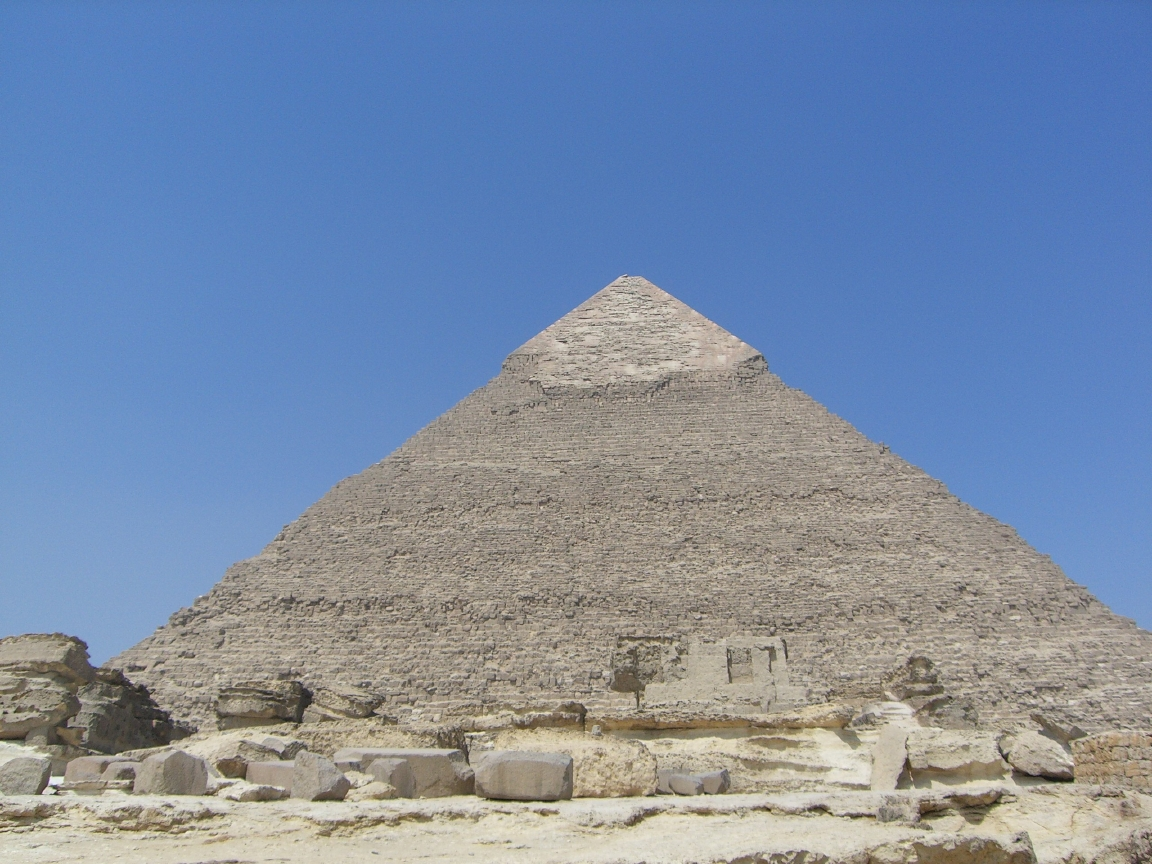
Resti del tempio funerario di Chefren
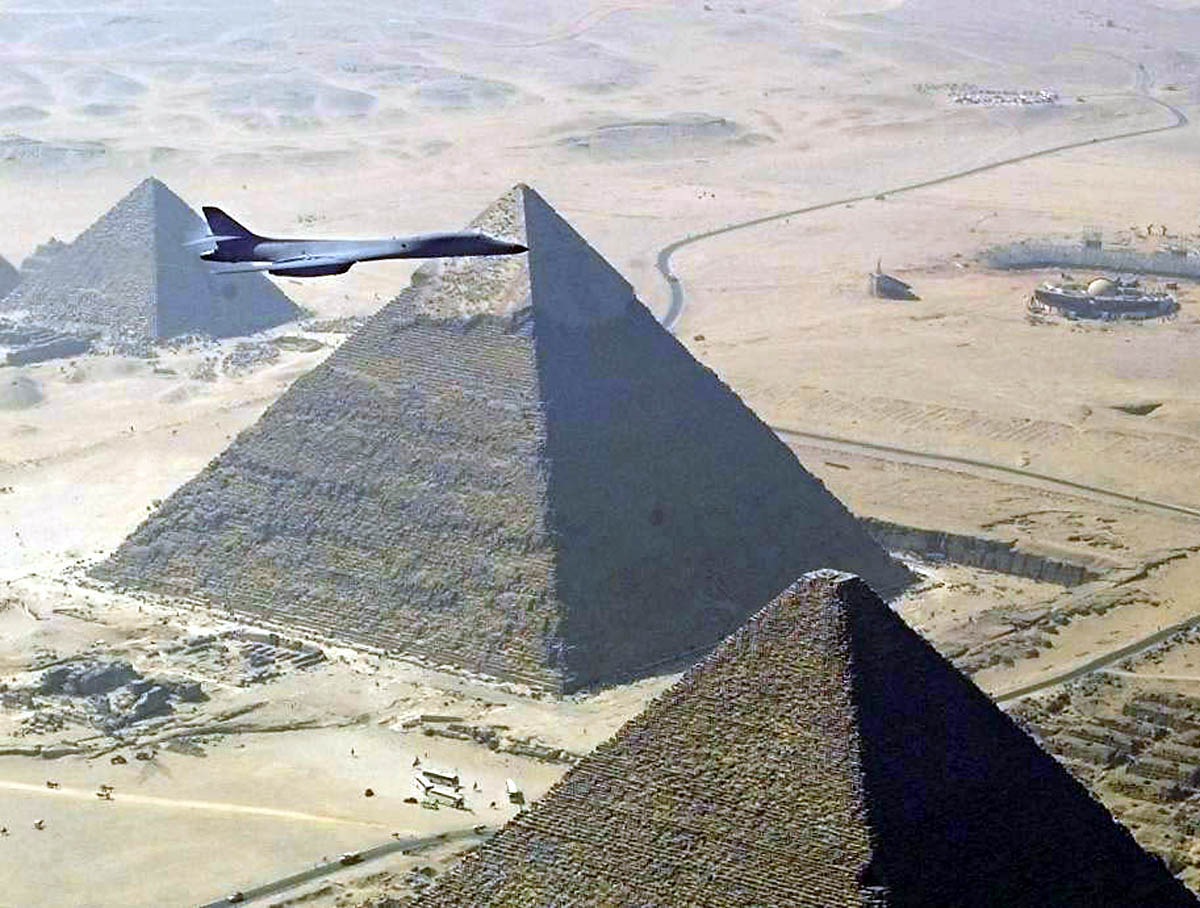
In secondo piano la piramide di Chefren ed il tempio funerario
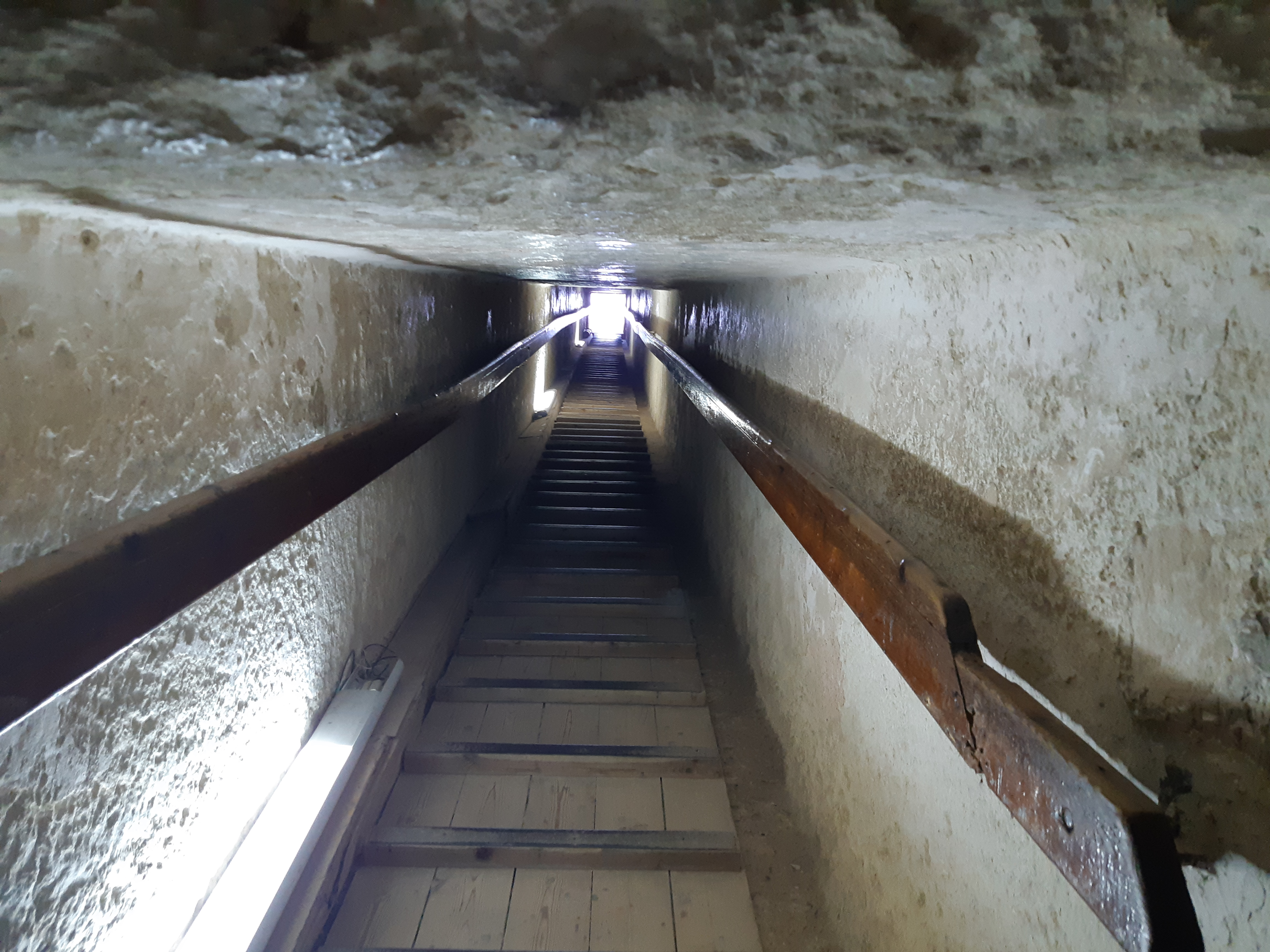
Passaggio iniziale della rampa
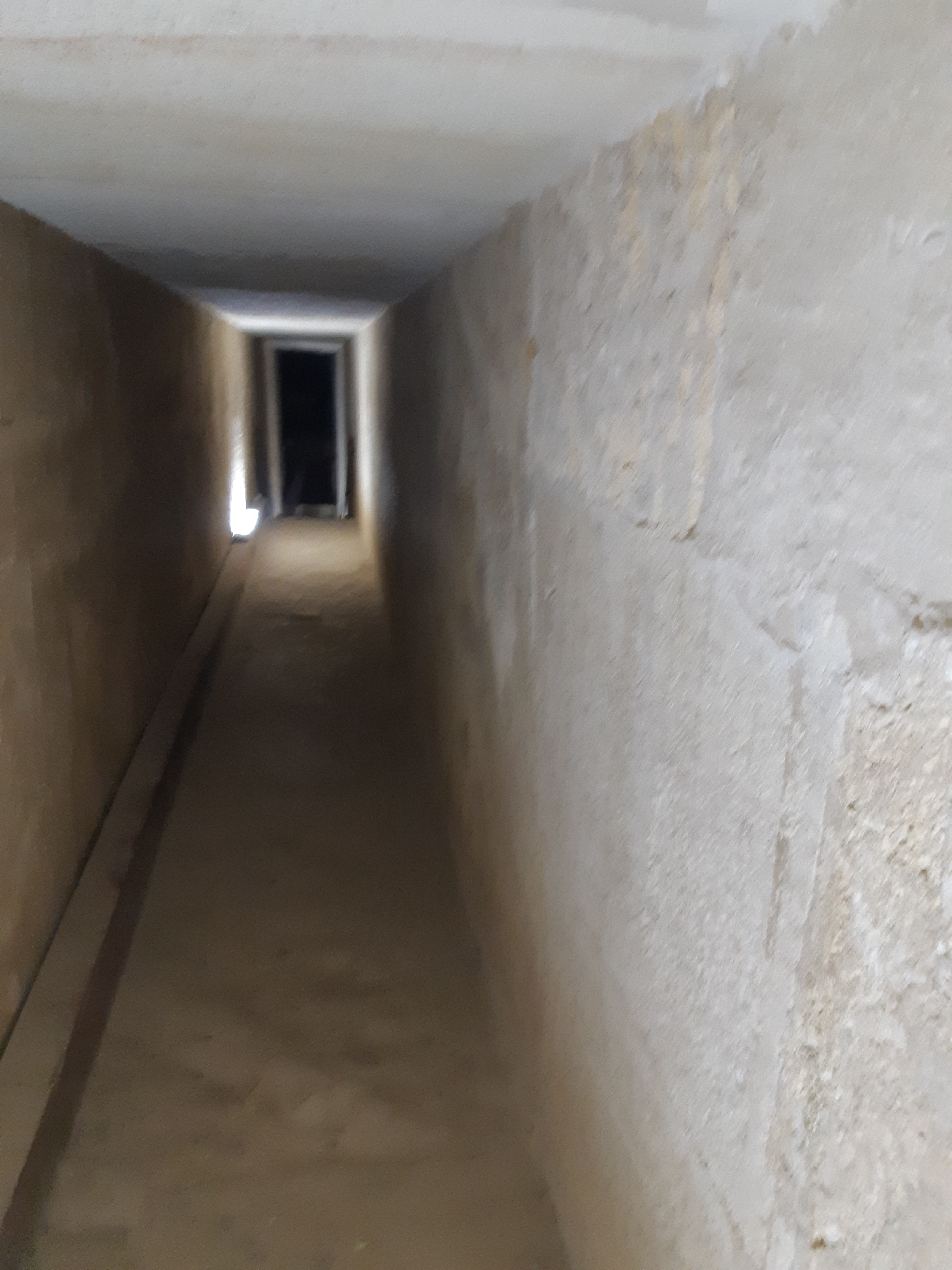
Sezione dritta del passaggio
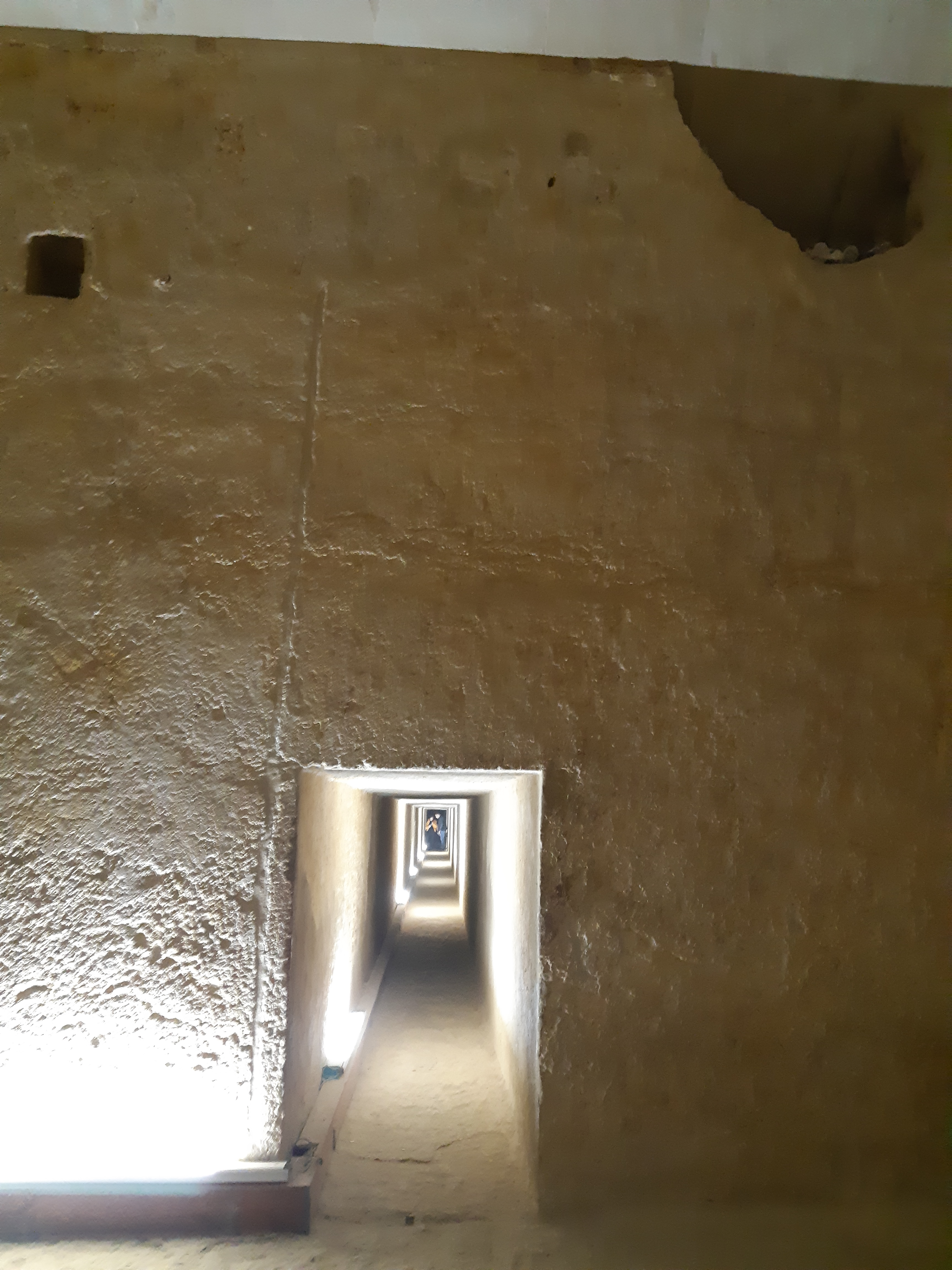
Uscita della camera funeraria

## Tempio a valle
Il tempio a valle di Chefren era l'edificio del complesso funerario piramidale adibito al culto del sovrano relativamente all'imbalsamazione, alla cerimonia di apertura della bocca ed era situato nella valle del Nilo.

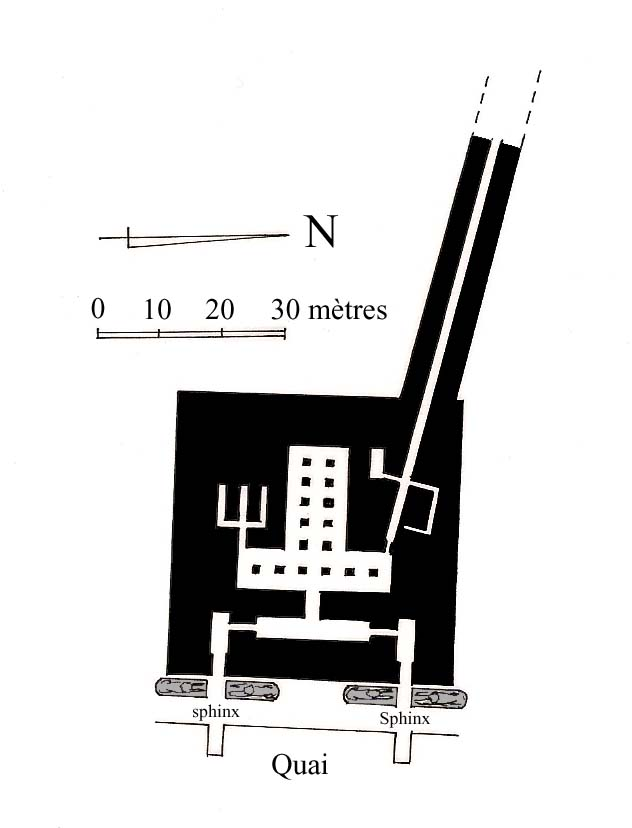
Pianta del tempio a valle di Chefren

Scoperto da Auguste Mariette nel 1852, che erroneamente lo attribuì alla Sfinge, si collegava al tempio funerario di Chefren tramite una rampa processionale ascensionale lunga 494 metri ed è l'unico tempio a valle che si sia conservato e che ci è pervenuto in buono stato di conservazione.
Costruito a destra della Sfinge, doveva avere in origine l'aspetto di una mastaba in pianta quadrata di 45 metri di lato con 13 metri d'altezza, presenta mura in blocchi di granito rosso di Assuan, collocati in maniera perfetta e precisa che lo rendono impressionante per il severo aspetto in quanto privi di decorazioni ad eccezione di alcune iscrizioni in caratteri geroglifici incise intorno ai varchi di accesso.
I conci delle poderose mura sono in calcare di Tura di enormi dimensioni ed il loro volume è di circa 55 metri cubi che sviluppano un peso di quasi 150 tonnellate mentre un blocco di granito pesa sulle 45 tonnellate.
Nella grande sala a T rovesciata, i 16 pilastri monoliti in granito rosso alti circa 4 metri che sorreggono le imponenti architravi, dovevano creare uno spettacolare contrasto cromatico con le pareti in calcare rivestite con lastre di granito nero, oggi parzialmente scomparse, e con la pavimentazione in alabastro.
Nella sala, si trovavano in origine 23 statue del sovrano assiso, tutte in diorite verde del deserto nubiano, alabastro e grovacca. Nel 1859 Mariette scoprì nella prima anticamera un pozzo ove erano state gettate le statue regali per preservarle dalle profanazioni e dai ladri.
Purtroppo solo una era intatta ed è conservata oggi al museo de Il Cairo.
Dalla parte centrale del tempio, dove avvenivano i rituali funebri, si accedeva a varie camere, corridoi, vestiboli, atri ed ambienti per contenere le barche solari.
Ha due entrate sul lato nord ove si trovano ancora ruderi di quattro sfingi ed in questo tempio compare per la prima volta l'elemento architettonico della modanatura a gola egizia.

### Galleria d'immagini

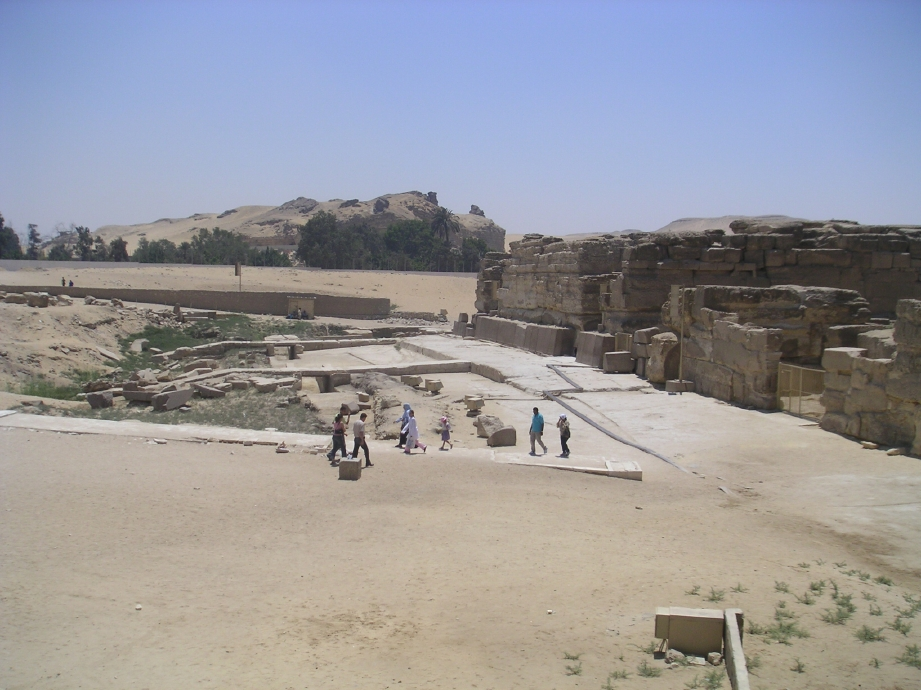
Tempio a valle con vestigia della banchina
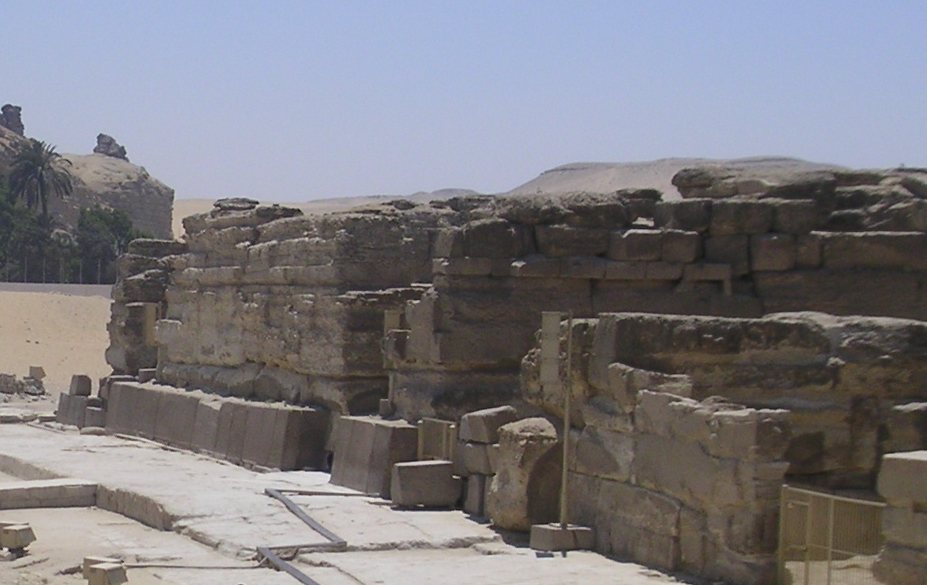
Mura esterne con parziale rivestimento in granito
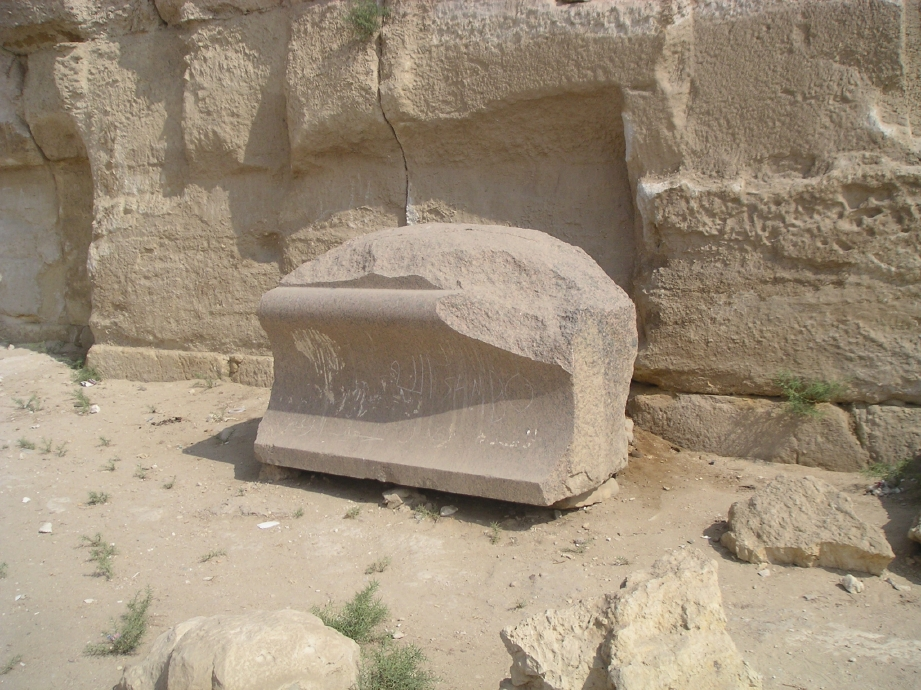
Cornice in granito in primitiva "gola egizia"
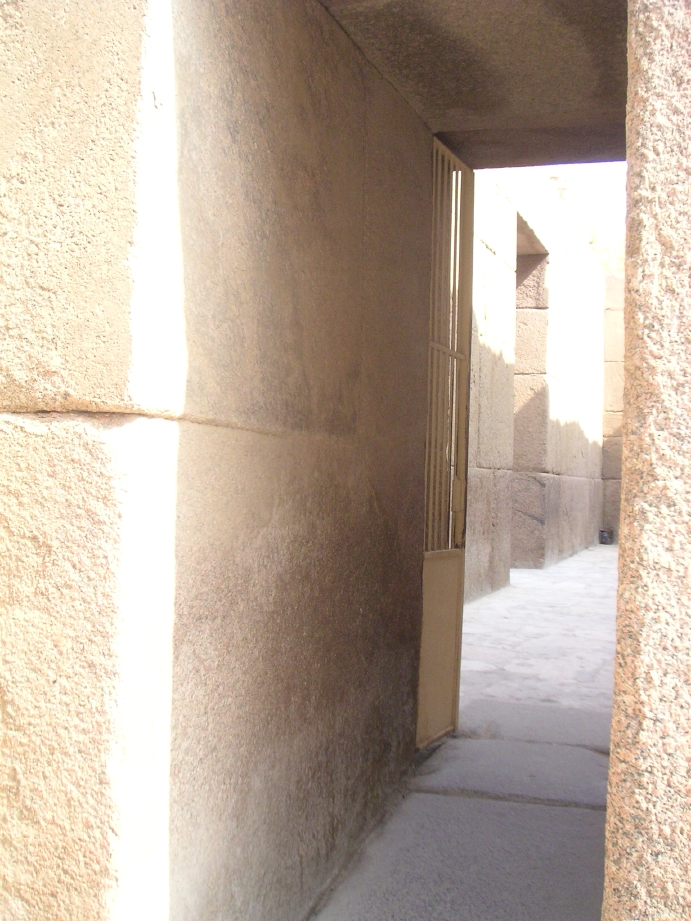
Varco d'entrata
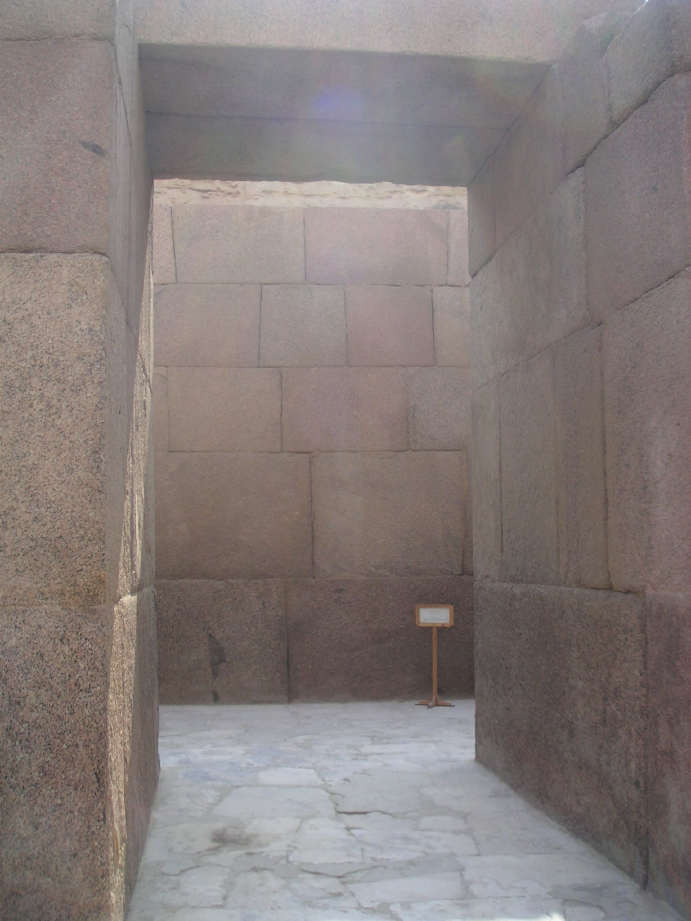
Rivestimento in granito di un corridoio
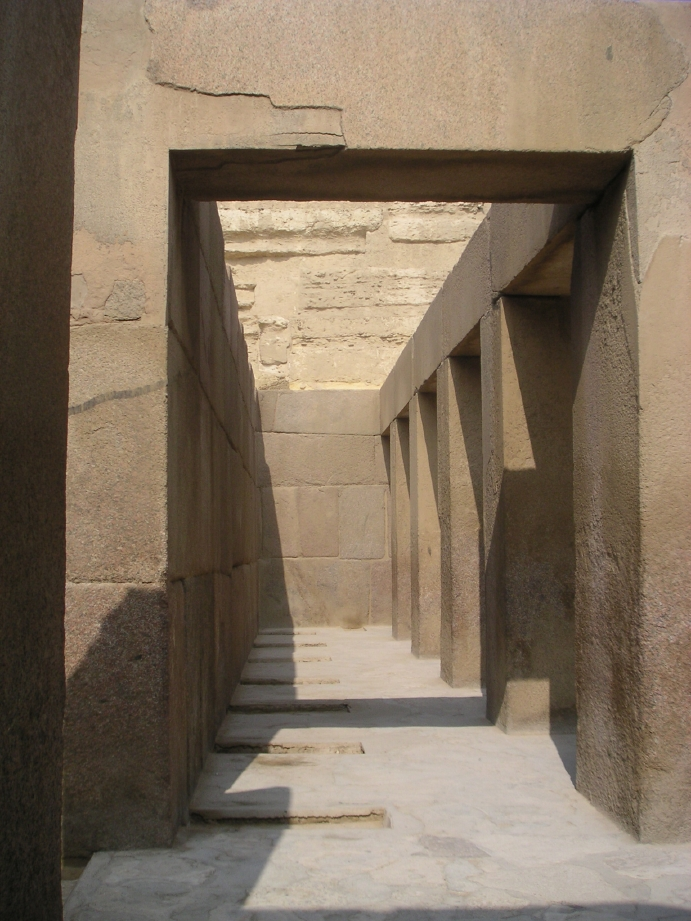
Corridoio laterale con supporti per statue
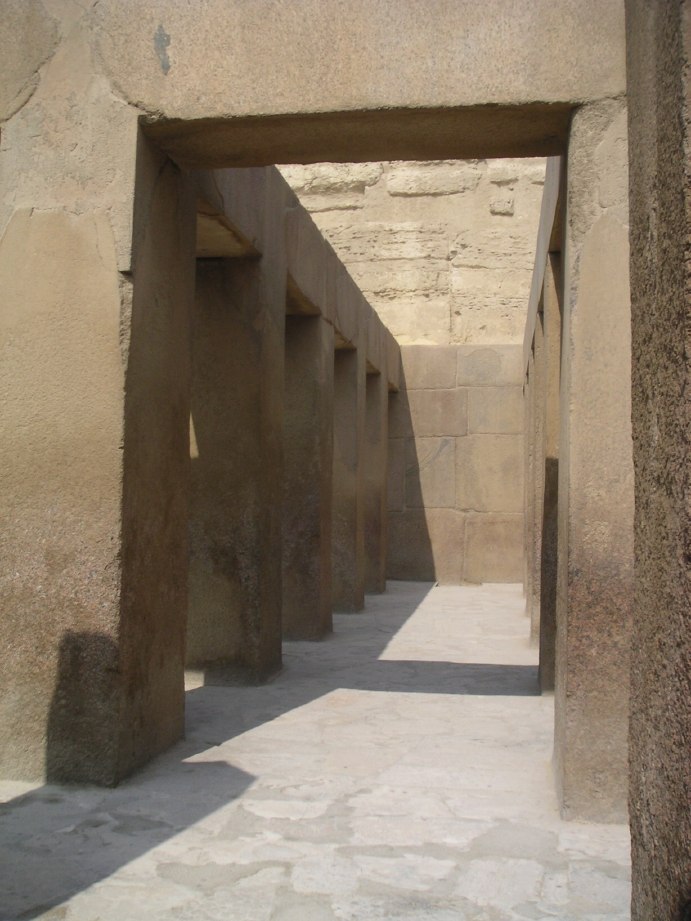
Corridoio centrale sala a T con pilastri monolitici
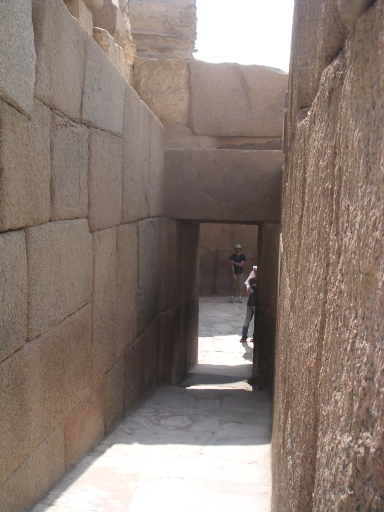
Corridoio d'accesso

## Storiografia
Come tutte le piramidi, anche quella di Chefren era stata violata fin dall'antichità e alcuni blocchi furono asportati e usati nella costruzione del tempio di Eliopoli così come testimonia la firma di May, figlio di Bakenamon vissuto al tempo di Ramses II e del quale era capomastro. Trattasi di due iscrizioni esterne relative a una ispezione effettuata insieme allo stesso sovrano relativamente all'asporto delle pietre o forse anche per un eventuale restauro.
Venne aperta e chiusa numerose volte, ma già dall'Era cristiana la piramide di Chefren fu poco considerata e quasi mai nominata persino dagli storici a vantaggio della vicina "sorella maggiore".
All'interno si trova una scritta in arabo che nomina un certo Muhammad Ahmed cavatore e Osmann muratore in un tempo non definito.

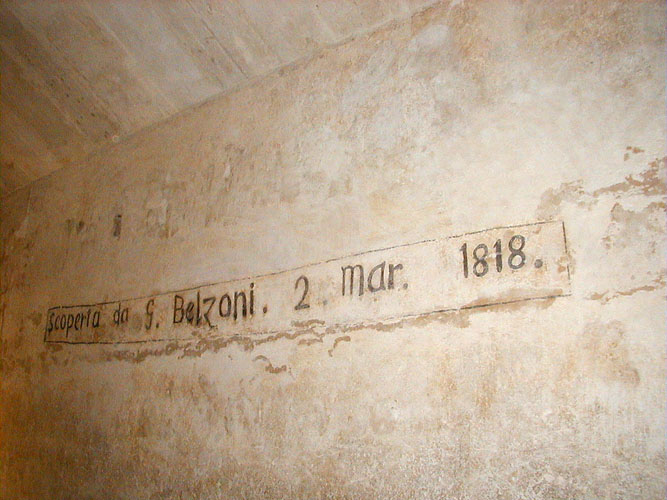
Data della scoperta e firma di Belzoni

Nel 1372 d.C. vi sono testimonianze scritte che la piramide era ancora aperta, ma venne chiusa successivamente perdendo la memoria dell'ingresso.
Nel 1548 Jean Chesneau scriveva che la piramide aveva ancora gran parte del pregiato rivestimento esterno, di cui oggi ne rimangono solo circa 45 metri a partire dalla cima, e che la piramide risultava impenetrabile.
Nacque così la convinzione che la piramide fosse una struttura piena cioè senza camera funebre, convinzione confermata anche dall'infruttuosa ricerca di un'entrata da parte del navigatore ed esploratore genovese Caviglia nel 1817.
Un anno dopo, l'esploratore padovano Giovanni Battista Belzoni notava il grande ammasso di pietre che ricopriva quasi tutta la facciata nord e, dopo averle rimosse, trovò prima un cunicolo impraticabile scavato dai ladri e dopo i tre grandi blocchi che costituivano l'ingresso principale della piramide.
All'interno e a futura memoria, Belzoni lasciò scritto con il nerofumo a caratteri cubitali e per quasi tutta la lunghezza della parete: "Scoperta da G. Belzoni. 2 marzo 1818".
La piramide fu definitivamente esplorata da John Shea Perring nel 1837.

### Galleria d'immagini

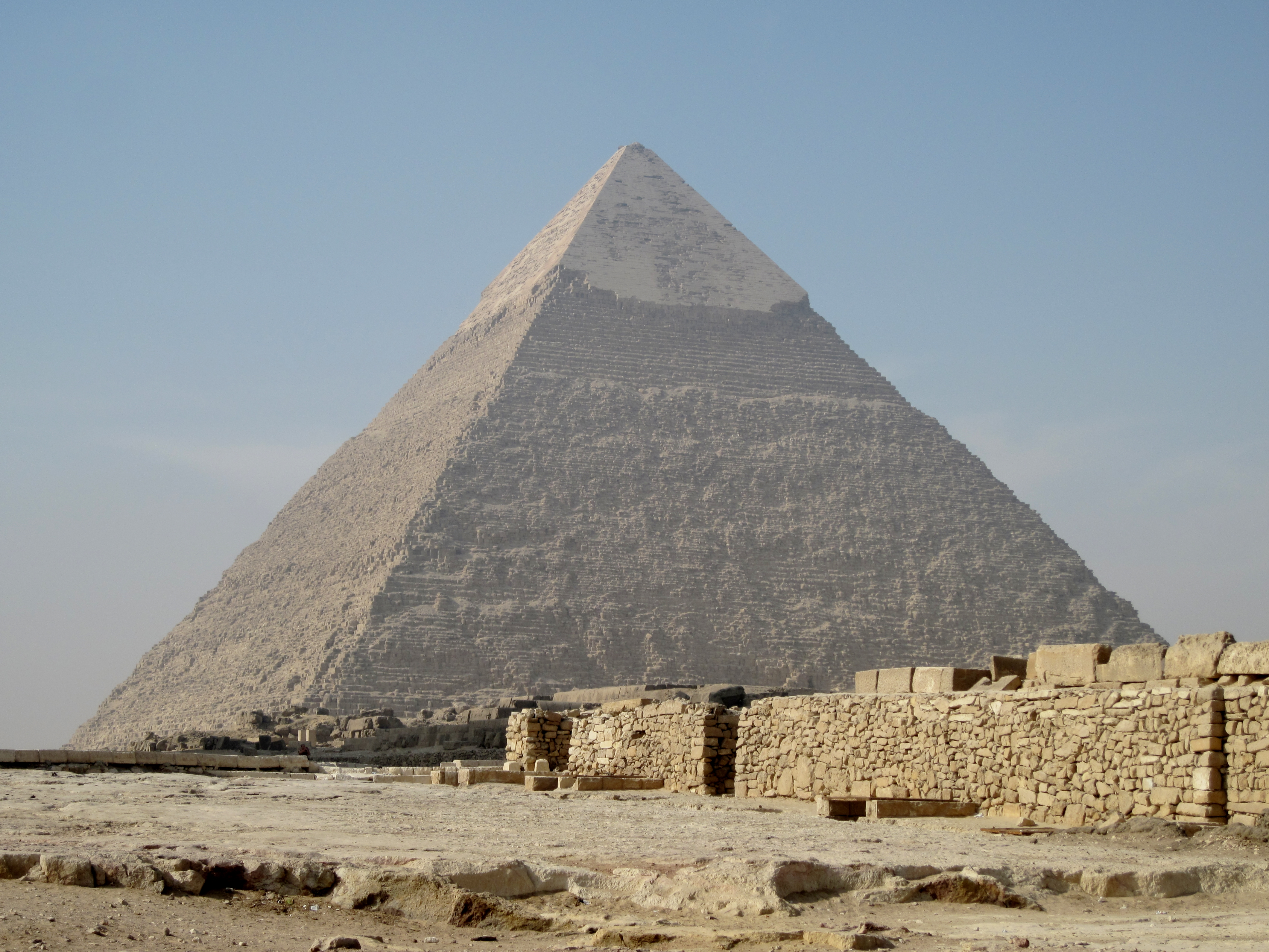
Lato nord della piramide
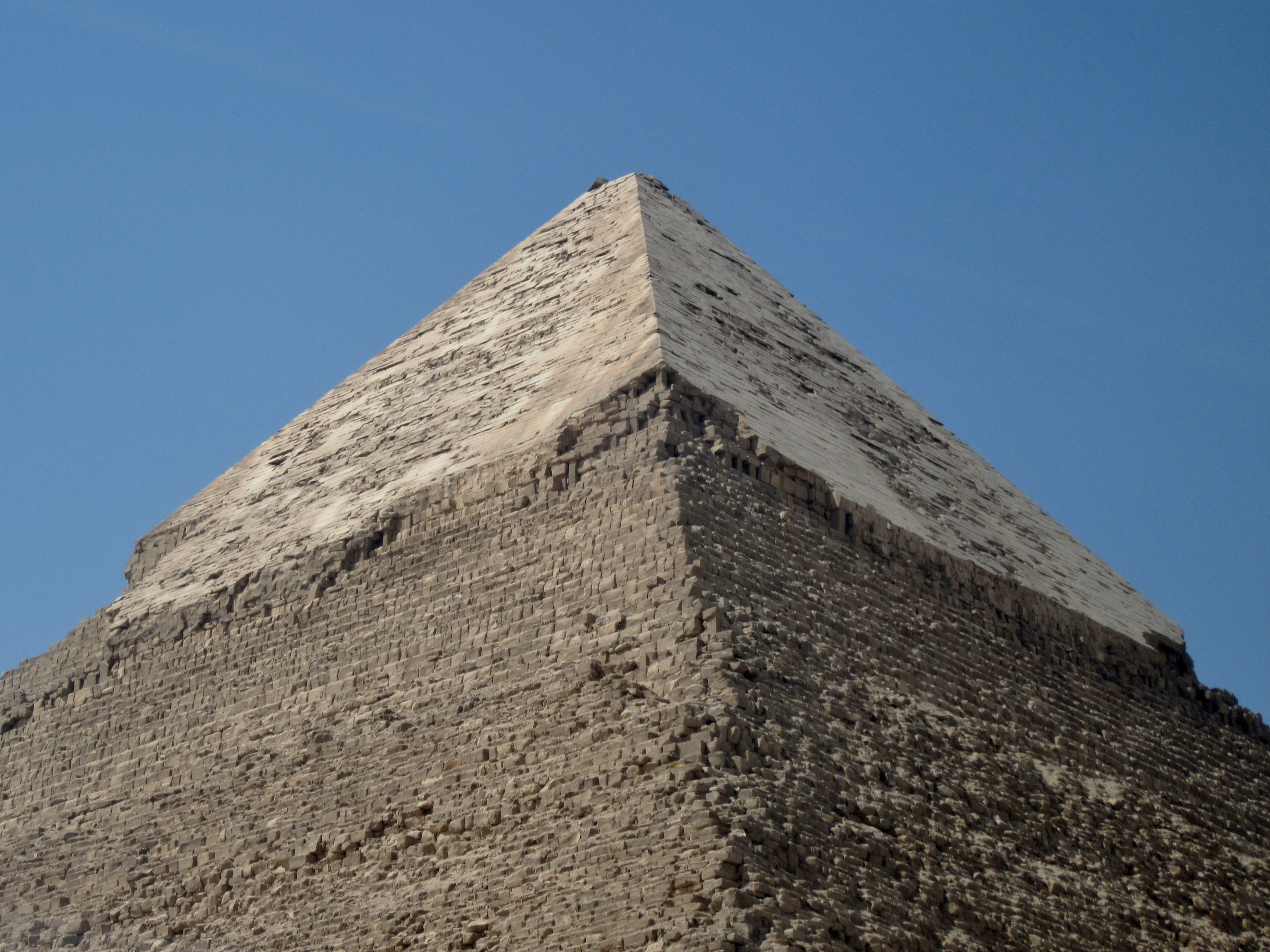
Rivestimento in calcare
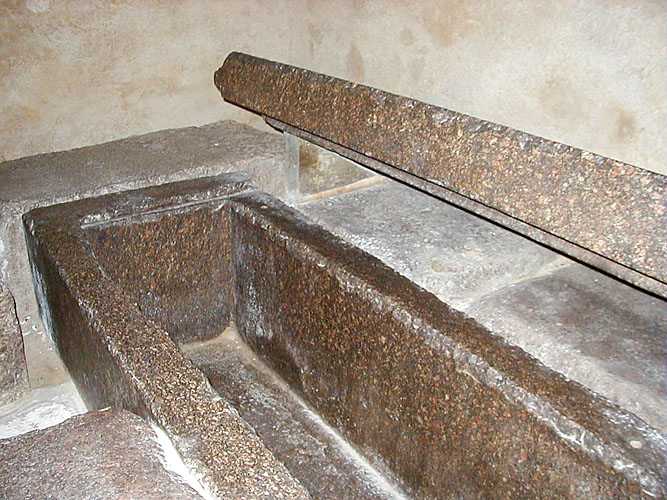
Sarcofago in granito rosso
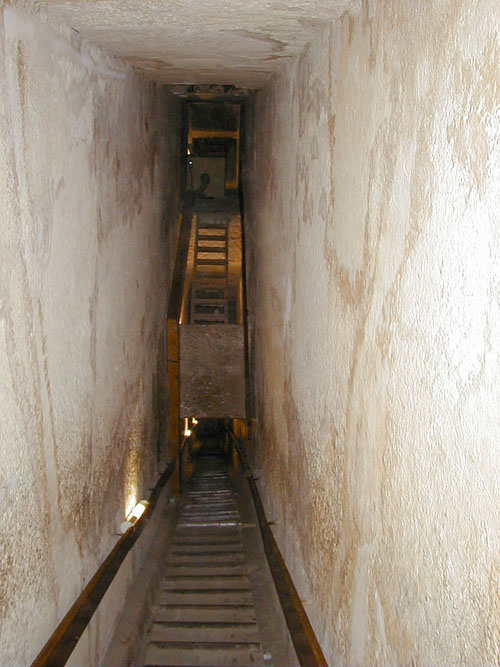
Discenderia
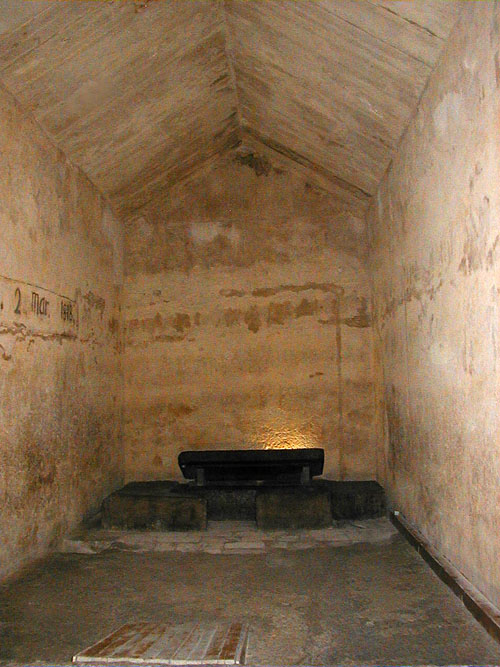
Camera funeraria
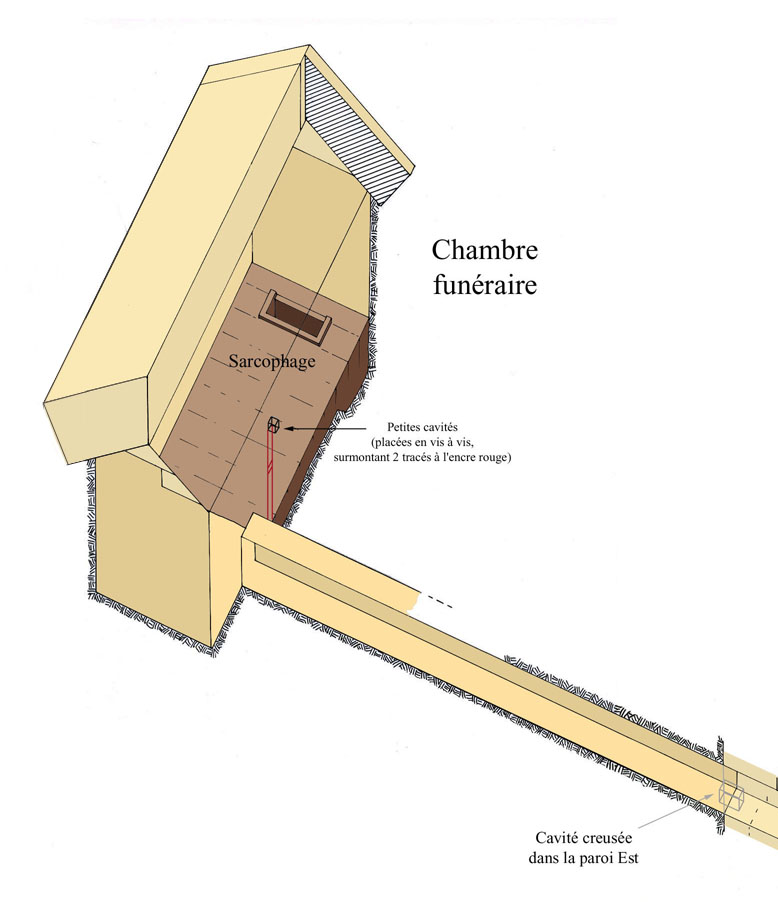
Rappresentazione prospettica camera funeraria
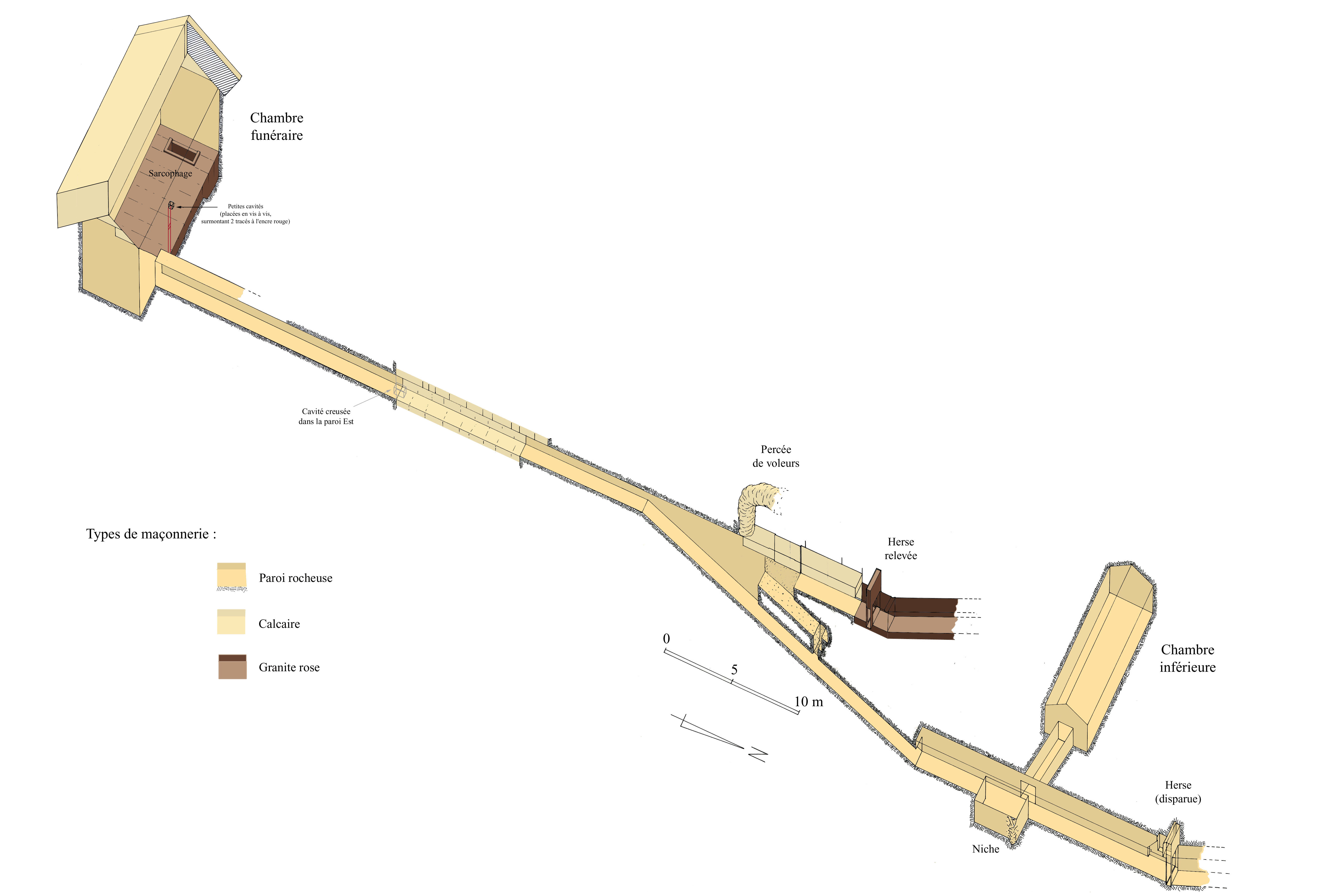
Rappresentazione prospettica delle camere
Giza